# Barh

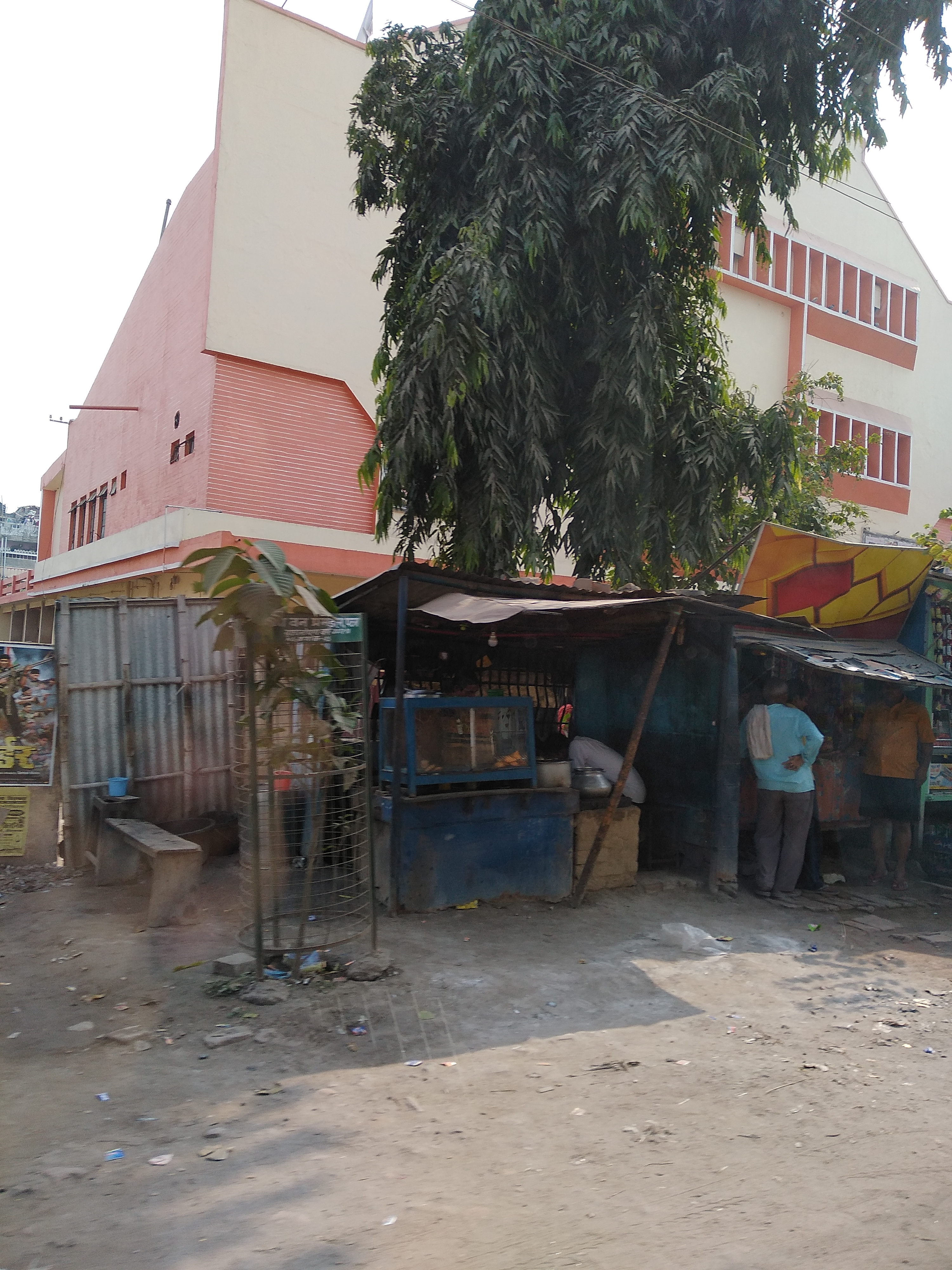
In Barh

Barh ist eine Stadt im Bundesstaat Bihar im Osten Indiens. Sie ist Teil des Distrikt Patna. Barh hat den Status eines City Council (Nagar parishad). Die Stadt ist in 27 Wards (Wahlkreise) gegliedert. Sie liegt am südlichen Ufer des Flusses Ganges und ca. 60 km östlich von Patna.

## Demografie
Die Einwohnerzahl der Stadt liegt laut der Volkszählung von 2011 bei 61.470. Barh hat ein Geschlechterverhältnis von 873 Frauen pro 1000 Männer und damit einen für Indien üblichen Männerüberschuss. Die Alphabetisierungsrate lag bei 75,55 % im Jahr 2011. Knapp 85 % der Bevölkerung sind Hindus, ca. 14 % sind Muslime und ca.  1 % gehören anderen Religionen an. 15,7 % der Bevölkerung sind Kinder unter 6 Jahren. 14,0 % der Bevölkerung sind Teil der Scheduled Castes.

## Infrastruktur
Barh liegt am National Highway 37, der es mit den großen Städten Indiens verbindet. Die Stadt verfügt auch über einen eigenen Bahnhof.

## Wirtschaft
Mit der Barh Super Thermal Power Station gibt es in Barh ein großes Kraftwerk, welches 2003 eingeweiht wurde.